# 哥倫比亞吉氏脂鯉
哥倫比亞吉氏脂鯉，為輻鰭魚綱脂鯉目脂鯉亞目狼牙脂鯉科的其中一個種，分布於南美洲Magdalena及Lago Maracaibo流域，體長可達9.6公分，棲息在河川底中層水域，生活習性不明。